# Gestion des applications mobiles
La gestion des applications mobiles (MAM : Mobile application management en anglais) décrit les logiciels et les services responsables de l'approvisionnement et du contrôle de l'accès aux applications mobiles développées en interne et disponibles dans le commerce, utilisées dans le cadre professionnel, sur les systèmes d'exploitation mobiles fournis par l'entreprise et sur les systèmes d'exploitation mobiles « à apporter soi-même » utilisés sur les smartphones et les tablettes.
La gestion des applications mobiles fournit des contrôles granulaires au niveau de l'application qui permettent aux administrateurs système de gérer et de sécuriser les données des applications ou « apps ». La MAM diffère de la mobile device management (MDM), qui se concentre sur le contrôle de l'ensemble de l'appareil, et exige que les utilisateurs inscrivent ou enregistrent leur appareil, et installent un agent de service,.
Bien que certaines suites de gestion de la mobilité d'entreprise (EMM) incluent une fonction MAM, leurs capacités peuvent être limitées par rapport aux solutions MAM autonomes, car les suites EMM nécessitent un profil de gestion des appareils afin d'activer les capacités de gestion des applications.

## Historique
La gestion des applications mobiles d'entreprise a été stimulée par l'adoption et l'utilisation généralisées des applications mobiles dans les entreprises. En 2010, l'International Data Corporation (IDC) a indiqué que l'utilisation des smartphones sur le lieu de travail allait doubler entre 2009 et 2014.
Le phénomène du « bring your own device » (BYOD) est un facteur à l'origine de la gestion des applications mobiles, l'utilisation de PC personnels, de smartphones et de tablettes en milieu professionnel, par rapport aux appareils appartenant à l'entreprise, étant passée de 31 % en 2010 à 41 % en 2011. Lorsqu'un employé apporte un appareil personnel dans un environnement professionnel, la gestion des applications mobiles permet au personnel informatique de l'entreprise de télécharger les applications requises, de contrôler l'accès aux données professionnelles et de supprimer les données professionnelles mises en cache localement sur l'appareil en cas de perte ou de vol, ou lorsque son propriétaire ne travaille plus pour l'entreprise,.
L'utilisation des appareils mobiles sur le lieu de travail est également motivée par le haut. Selon Forrester Research, les entreprises considèrent désormais le mobile comme une occasion de stimuler l'innovation dans un large éventail de processus commerciaux. Forrester a publié une prévision en août 2011 selon laquelle le « marché des services de gestion mobile » atteindrait 6,6 milliards de dollars d'ici 2015, soit une augmentation de 69 % par rapport à une prévision précédente publiée six mois plus tôt.
Citant la pléthore d'appareils mobiles dans l'entreprise - et une demande croissante d'applications mobiles de la part des employés, des décideurs de la ligne de métier et des clients - le rapport indique que les organisations élargissent leur « stratégie de mobilité » au-delà de la gestion des appareils mobiles pour « gérer un nombre croissant d'applications mobiles ». L'avènement de l'Internet des objets (IoT) a changé la vie pour le mieux. Il ne se limite pas aux maisons, mais joue un rôle central en connectant les équipes, les appareils et les décisions. L'augmentation du nombre d'appareils connectés entraîne une augmentation de la production de données, de leur analyse et de la production de rapports.

## Habillage d'applications
L'habillage d'applications était initialement une méthode privilégiée pour appliquer une politique aux applications dans le cadre des solutions de gestion des applications mobiles.
L'habillage d'applications met en place une bibliothèque dynamique, et s'ajoute à un binaire existant qui contrôle certains aspects d'une application. Par exemple, au démarrage, vous pouvez modifier une application pour qu'elle exige une authentification à l'aide d'une clé locale. Ou vous pouvez intercepter une communication afin qu'elle soit obligée d'utiliser le réseau privé virtuel (VPN) de votre entreprise, ou empêcher cette communication d'atteindre une application particulière qui détient des données sensibles.
Normalement, le bouclage d'applications est réalisé à l'aide d'un SDK d'un vendeur d'applications ou d'EMM qui permet à un ingénieur ou à un administrateur de transmettre une API permettant de mettre en place les dispositions de bouclage. Par exemple, une API de regroupement d'applications permettrait à un administrateur de contrôler qui peut télécharger une application portable et si les informations d'entreprise auxquelles cette application donne accès peuvent être réorganisées. L'habillage d'applications peut être appliqué lors de l'avancement de la programmation à l'intérieur de l'entreprise ou, plus tard, lors de l'achat de programmes prêts à l'emploi, essentiellement en ajoutant du code exécutable par le biais du SDK.
Office 365 de Microsoft, qui est probablement l'application portable la plus utilisée, présente également ses propres dispositions extraordinaires en matière de conseil. Auparavant, Office 365 ne permettait pas d'appliquer les cadres par le biais de supports EMM externes ; cette utilité n'était accessible que par le biais de son administration basée sur le cloud InTune.
De plus en plus, des entreprises comme Apple et Samsung surmontent le problème de l'emballage des applications. Outre le fait que l'habillage d'applications est une zone grise sur le plan juridique et peut ne pas atteindre ses objectifs réels, il n'est pas possible d'adapter l'ensemble du système d'exploitation pour gérer de nombreuses applications habillées. En général, les applications enveloppées disponibles dans les magasins d'applications n'ont pas non plus fait leurs preuves en raison de leur incapacité à fonctionner sans MDM.

## Caractéristiques du système
Une solution de gestion des applications mobiles de bout en bout permet de contrôler l'approvisionnement, la mise à jour et la suppression des applications mobiles via un magasin d'applications d'entreprise, de surveiller les performances et l'utilisation des applications et d'effacer à distance les données des applications gérées. Les principales caractéristiques des systèmes de gestion des applications mobiles sont les suivantes
- Configuration des applications
- Livraison des applications (Enterprise App Store)
- Surveillance des performances des applications
- Mise à jour des applications
- Gestion des versions des applications
- Emballage des applications
- Rapport sur les journaux de pannes
- Gestion des événements
- Services push
- Rapports et suivi
- Analyse de l'utilisation
- Contrôle d'accès des utilisateurs et des groupes
- Authentification des utilisateurs